# Super Robot Red Baron
Super Robot Red Baron (スーパーロボット レッドバロン, Sūpā Robotto Reddo Baron) es una serie tokusatsu japonesa de 39 episodios, que se emitió en Japón del 4 de abril de 1973 hasta el 27 de marzo de 1974 a través del canal Nihon TV. La compañía productora fue Nihon Gendai Kikaku. Posteriormente tuvo una secuela con el título Super Robot Mach Baron. También tuvo su versión en anime bajo el título Red Baron.
El 8 de abril de 2008, se ha relanzado la serie y ha salido a la venta editado en 6 DVD de 975 minutos de duración total, disponible en japonés y francés, y con subtìtulos en inglés. 

## Argumento
El mundo esta en un boom tecnológico. Una exposición sobre los logros en la robótica celebrada en Japón, exhiben robots de todo el mundo. De repente unas misteriosas fuerzas armadas aparecen y roban todos los robots. Estas fuerzas armadas, llamadas "Tetsumen Tou", están bajo el control del presidente "Devilar" que pretende dominar la Tierra a través de los robots. Devilar también ha secuestrado a varios científicos, para que manipulen a estos robots y así poder lograr sus objetivos. 
Uno de estos científicos es "Kurenai Kenichiro", quien está trabajando en un proyecto para crear el robot gigantesco más poderoso que jamás se halla creado llamado "Red Baron", para luchar contra las fuerzas de Davilar. 
Kurenai Kenichiro comenta este proyecto únicamente a su hermano menor Ken, quien tras conocer la situación, se hace miembro de la SSI (Super Science Institute) que son unas Fuerzas especiales de élite. Ken conocerá al que serán sus compañeros de equipo formado por otros tres hombres y una chica.
La armada "Tetsumen Tou" secuestra a Kurenai Kenichiro y le obliga a revelar el escondite de este super robot para robarlo, pero su hermano Ken utiliza el robot Red Baron para luchar contra "Tetsumen Tou". Ante esta situación, Devilar mata a Kurenai Kenichiro ante los ojos aterrorizados de Ken.
En los sucesivos capítulos, la SSI con el robot Red Baron, lucharán contra las fuerzas de Davilar, la "Tetsumen Tou", y sus robots gigantescos que destruirán las ciudades de Japón.

## Reparto
- Okada Yousuke (Kurenai Ken)
- Maki Rei (Matsubara Mari)
- Oshita Tetsuya (Daigo Makoto) 
- Kato Hisashi (Sakai Tetsuya)
- Hozure Pei Pei (Hori Daisaku)
- Ushio Tetsuya (Mikami Shiro)
- Tamagawa Isao (Kuruma Ippei)
- Amamiya Sadako (Mizuki Hikaru)
- Yoshikada Hiroshi (President Devilar)

## Episodios
A continuación figura la lista de los 39 episodios en japonés y su traducción al inglés. Tras cada capítulo, figura el nombre del enemigo de dicho capítulo.
1. –“Robot Teikoku No Innbo” (The Robot Empire Conspiracy) – Troy Horse, Big Bison, Black Masai
2. – “Gekitou! Baron Break” (Crash! Baron Break) – Big Bison, Black Masai
3. – “Kiributa Wa Android X” (Android X, The Trump Card) – AgunGaruda, HiRyu
4. –“Hissatsu! Phoenix Senhou” (Deadly! The Phoenix Battle Plan) - HiRyu
5. –“Datou! Nazo No Rocket Sakusen” (Defeated! The Mysterious Rocket Plan) – GoRyu
6. – “Red Baron Sentou Funoe” (Red Baron Out of Action) –Viking III
7. –“Himitsu Heiki Wa Akai Fuusen” (The Secret Weapon Is A Red Balloon) – Blizzard 7
8. – “Muteki! Sabaku No Maoh” (Invincible! Demon Lord of the Desert) – Bedouin G
9. – “Kiri No Uran Ko Soudatsu Sen” (Struggle In The Uranium Fog) – Vesbios Y
10. – “Giyakushu! Hakai Kousen” (Counter Attack! The Destructive Laser) - MauMau
11. “Utsushiki Ansatsusha” (The Beautiful Assassin) – GaruNaizon
12. “Konno Ichigeki Ni Inochi Ni Kakerou” (Putting My Faith Into This Last Attack) – ElecAmazon
13. “Godai Toshi Bakuha Juppun Mae” (10 Minutes Till the Five City Explosion) –McKinley V6
14. “Fujimi Robot No Nazo” (The Mystery of the Invincible Robot) - KingJohnBull
15. “Yokoku Sareta Wana” (Announcement of the Trap) - ProtoAndes
16. “Tetsumen Tou Dasou Han “E” Juroku Go” – (Tetsumen Tou’s Escape Crime No. 16 “E”) –Iron Cross G
17. “Akuma Ga Kaeta Wa” (The Devil’s Story) – Grande Matador
18. “Me Yo! Red Baron No Saigo” (Watch! The End of Red Baron) - Rajastan
19. “Utsushiki Akuma No Soujusah” (The Beautiful Enemy Pilot) – Magma Wolf
20. “Red Baron Ou Kaizou Seioh” (Modify The Red Baron) - Sphinxor
21. “Ayaushi! SSI” (Beware! SSI) - Escargos
22. “Red Baron Kiki Ippatsu” (Red Baron In The Nick of Time) - MogolStar
23. “Uchuu Kara No Chosenjou” (The Challenge From Space) – Sky Jack
24. “Yabure! Uchuu No Himitsu Heiki” (Destroyed! The Secret Space Ship)
25. “Red Baron Nanatsu No Himitsu” (The Seven Secrets of Red Baron) – King Devilar
26. “Tetsumen Tou Devilar No Saigo” (The End of Tetsumen Tou’s Devilar)
27. “Uchuu Robot No Shurai” (Invasion of the Space Robots) – Mars Satan
28. “Gold Finger” – Gold Finger
29. “Tetsumen Tou Robot San Kyodai” (The Three Tetsumen Tou Robot Brothers) – BemPanther No. 1, No. 2 and No. 3
30. “Red Baron Ou Ayatsuru Shonen” (The Youth Who Controls Red Baron)
31. “Kyofu No Ringo Bakudan” (The Deadly Apple Bombs) –Devil GoStar
32. “Remo Con Sensha Shugeki Kaishi” (Attack of The Remote Controlled Battle Vehicle) – Mars Bat
33. “Uchuu No Robot Kumo No Kai” (Web of the Space Robot) – Spider Robo, Donkey One
34. “Uragiri No Uchuu Tokyubin” (The Treacherous Space Express) -
35. “Kyofu No Kyuketsu Virus” (The Terror of the Vampire Virus) - DracuBat
36. “Kokusai Honbu Kara Kita Otoko” (The Man From International Headquarters)
37. “Uchuu Kara Kita ChiChi No Tegami” (Father’s Letter From Space) – Deimos Z
38. “Red Baron Ka Seki Ni Sounan” (Red Baron’s Disaster on Mars) – Deimos Z
39. “Kikai Jikake No Ashita” (Tomorrow’s Machine Destiny) – Deimos Z, Girus Q